# 素敵なデイト
『素敵なデイト』（すてきなデイト）は、1963年4月3日から同年7月7日まで日本テレビ系列局で放送されていた日本テレビ製作の音楽バラエティ番組である。その後も1963年7月14日から同年9月26日まで『てんで素敵なショー』と題して放送されていた。いずれも日本レイヨン（現・ユニチカ）の一社提供。放送時間は毎週水曜 19:30 - 20:00 （日本標準時）。

## 概要
当時『シャボン玉ホリデー』（第1期）にも出演していたメンバーによるミュージカルバラエティで、同番組のディレクターとプロデューサーを務めていた秋元近史が演出を手掛けていた。
番組は、中尾ミエたちによる歌と踊りと寸劇によって構成されていた。いじめられ役を演じる谷啓もいじわるおじさん役を演じる青島幸男も、共に中尾の恋人を自認しているという設定で出演していた。他に「おじさまとデイト」というコーナーがあり、同コーナーには当時のハイティーンに受けそうな中年男性たちが登場していた。
番組の終了後、日本レイヨンは水曜21:30枠でスタートしたテレビドラマ『女の階段』のスポンサーに付いた。

## 出演者
- 中尾ミエ
- 谷啓
- 青島幸男
- 田辺靖雄
- 伊東ゆかり
- 園まり
- ほか

## スタッフ
- 脚本：塚田茂 ほか
- 演出：秋元近史 ほか